# Oberstdorf
Oberstdorf er en kommune og skiløbs- og vandretursby i det sydvestlige Tyskland, som ligger i Allgäu-regionen i de Bayerske Alper. Oberstdorf er en af de højeste markedsbyer i Tyskland. Det sydligste punkt i Tyskland er placeret i kommunen.
I det centrale af Oberstdorf er en kirke, hvis høje spir fungerer som et vartegn for at navigere rundt i byen. Bjergtoppene Nebelhorn og Fellhorn give dramatiske panoramaudsigt over alperne. Nebelhorn kan nås med en kæmpe svævebane. Besøgende kan ride en unik diagonal elevator til toppen af Heini-Klopfer-Skiflugschanze.

## Sport
I december, før hvert Nytår, er Oberstdorf vært for den første del af skihopkonkurrencen Firebakke-turneringen på Schattenbergs store bakke. Der er også skiflyvningsbakke, Heini-Klopfer-Skiflugschanze, omkring syv kilometer mod syd. ABC's Wide World of Sports lavede en kendt fremhævning af Oberstdorf skiflyvebakke, da Vinko Bogataj faldt under hans hop i 1970, og blev dermed kendt som "The Agony of Defeat".
Tysklands moderne kunstskøjtecenter blev bygget uden for byen. Det har tre overdækkede skøjtebaner og nogle af dem er offentligt tilgængelige til rekreative skøjteløb. Det er en populær destination for europæiske skøjteløbere for træningslejre.
Oberstdorf er vært for den årlige Nebelhorn Trofæ kunstskøjteløbskonkurrence og har været vært for de tyske kunstskøjteløbsmesterskaber tolv gange. De har også været vært for World Junior Figure Skating Championships i 1982, 2000 og 2007.
Mountainbikere starter deres Transalpe-tur i Oberstdorf på Schrofen Pass til Riva del Garda.